# Terentianus
Terentianus, supranumit Maurus după locul nașterii sale (provincia Mauretania), a fost un autorul unui tratat în versuri privind gramatica limbii latine .